# Alpinia (botanica)
Alpinia Roxb., 1810 è un genere di piante della famiglia Zingiberacee.

## Distribuzione e habitat
Il genere Alpinia è indigeno delle regioni tropicali dell'Asia tropicale e dell'Oceania.

## Tassonomia
Il genere comprende circa 250 specie, delle quali la più nota è Alpinia galanga (galanga o galangal o zenzero thailandese).

### Alcune specie

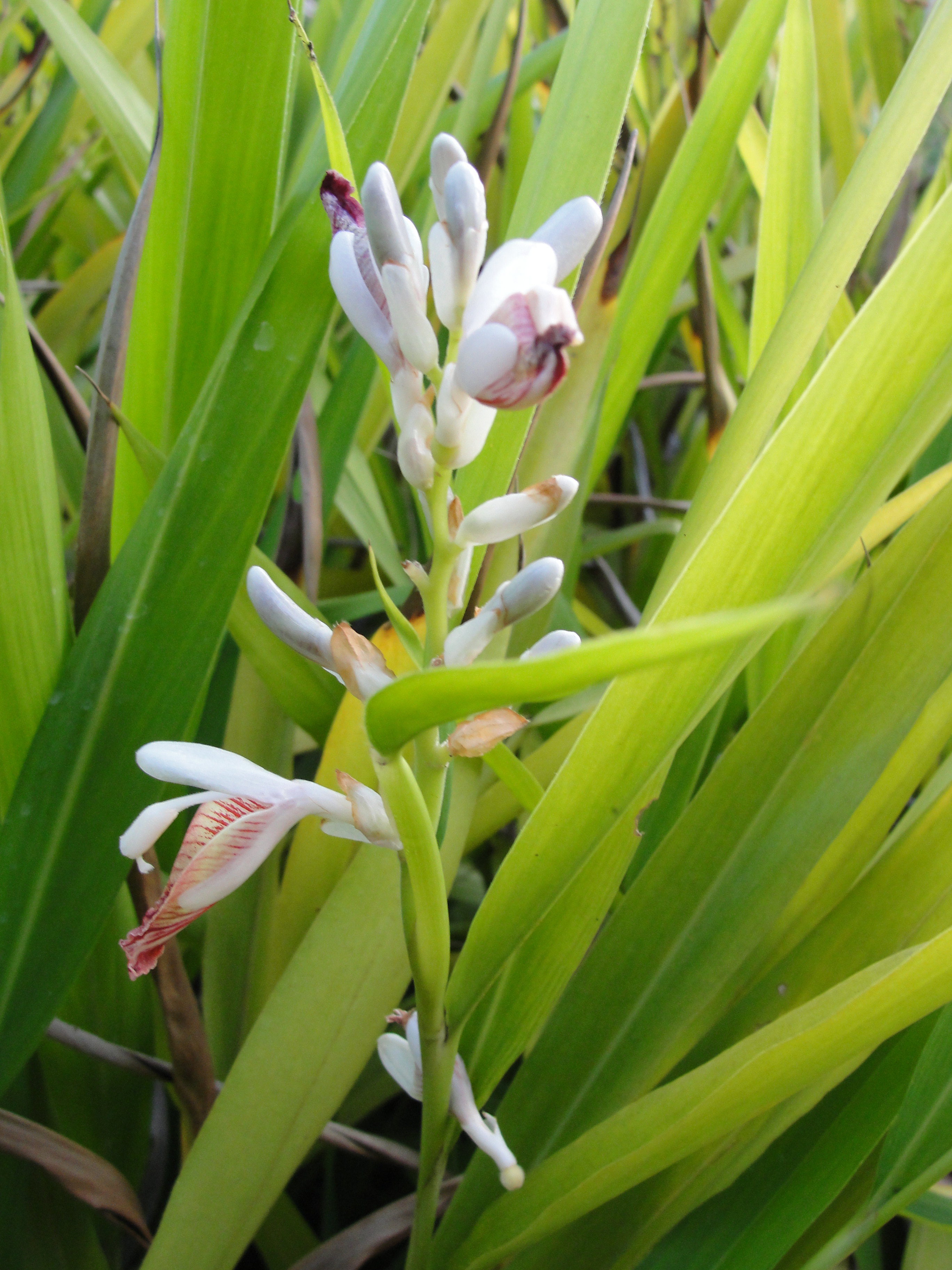
Zenzero thailandese o galanga (Alpinia galanga)
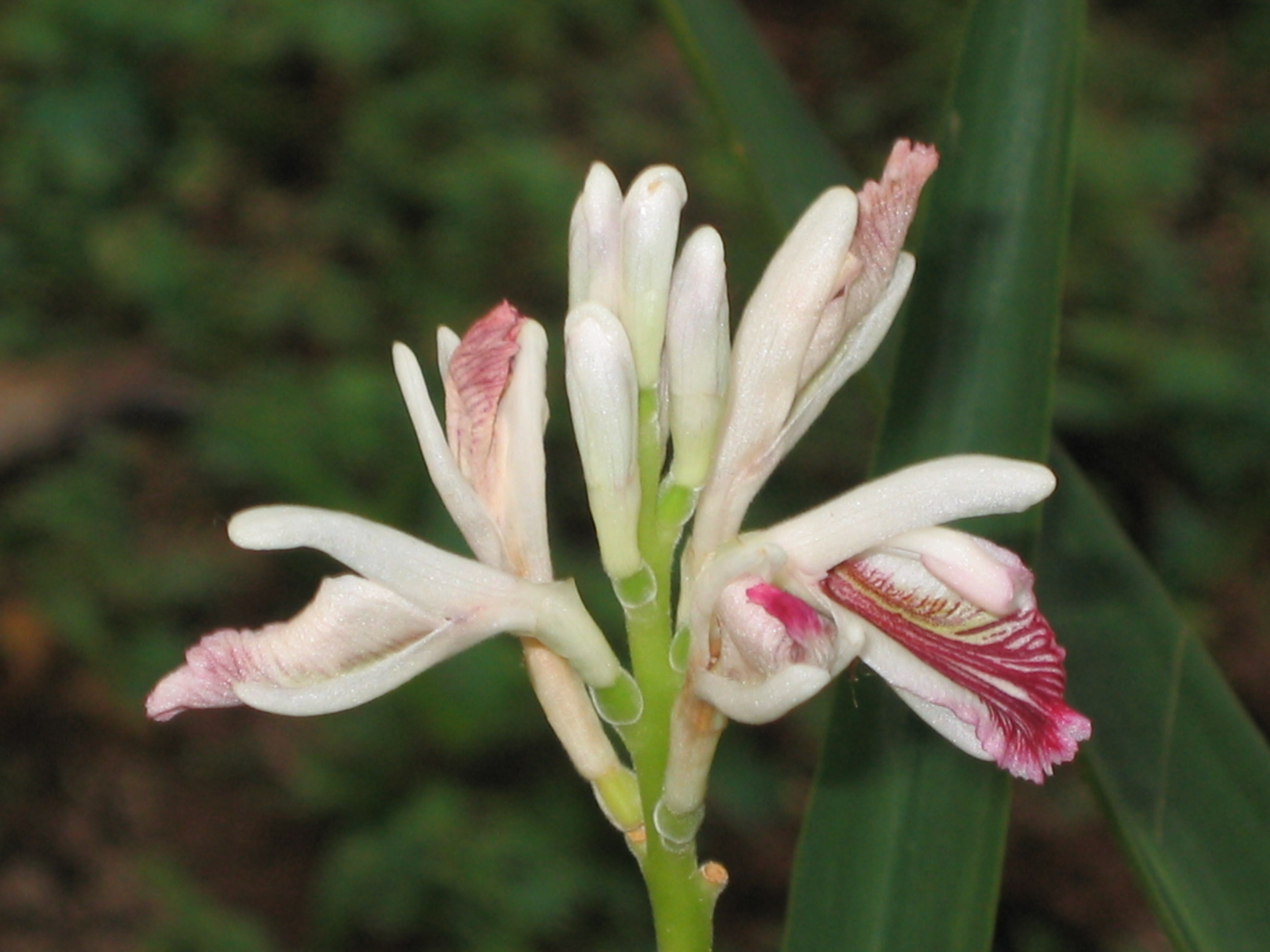
Galanga minore (Alpinia officinarum)
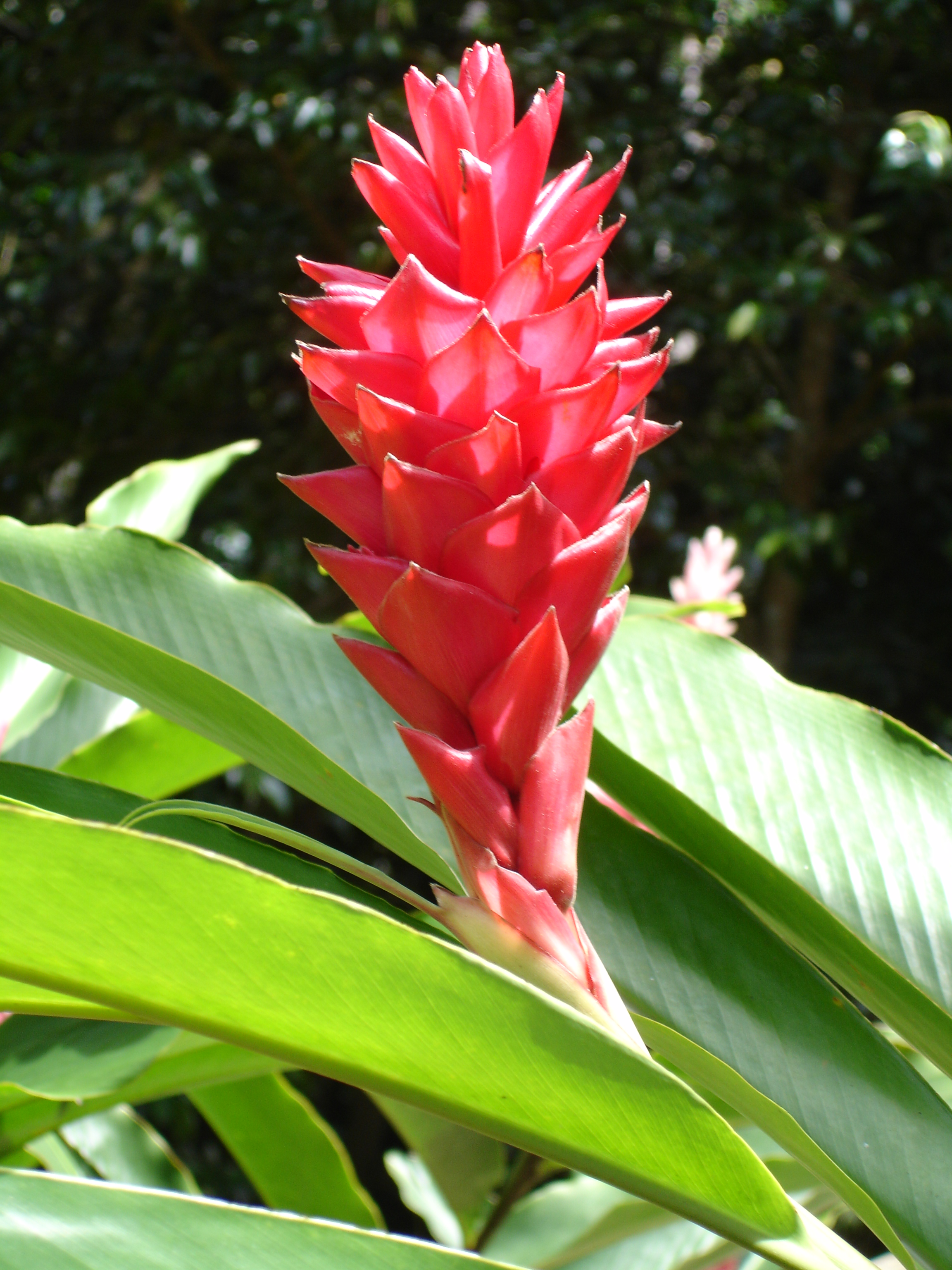
Zenzero rosso (Alpinia purpurata)

## Usi

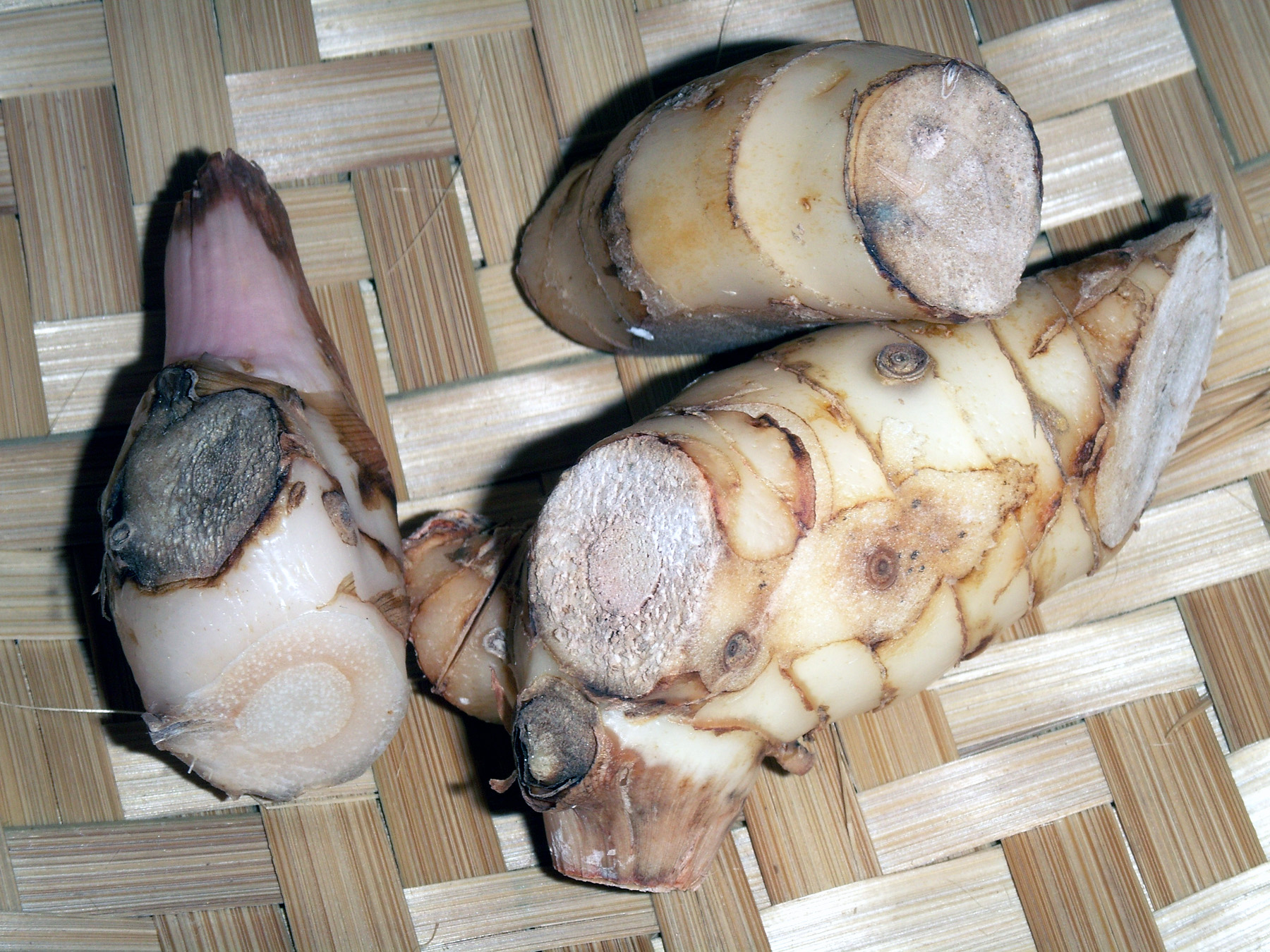
Rizomi di Alpinia galanga (galanga) pronti per l'uso

I rizomi di alcune specie di Alpinia (in particolare A.galanga, ma anche A.officinarum) sono usati per l'alimentazione umana, particolarmente nella penisola indocinese. A.zerumbet è usata come ingrediente secondario in alcune ricette cinesi e giapponesi.
Ad A.galanga e altre specie vengono attribuite virtù afrodisiache, per cui sono state utilizzate in erboristeria e in ayurveda.
Molte specie sono utilizzate come piante ornamentali, soprattutto nei climi tropicali.
Lo zenzero rosso (Alpinia purpurata) è il fiore nazionale delle Isole Samoa.